# Route 28 (Nouvelle-Écosse)
Pour les articles homonymes, voir Route 28.
La route 28 est une route principale de la Nouvelle-Écosse située dans le nord-est de la province, sur l'Île du Cap-Breton. Elle dessert la région de Sydney et de Glace Bay sur une distance de 38 km (24 mi).

## Description du tracé
La route 28 débute au nord-est du centre-ville de Sydney, la plus grande ville de l'île du Cap-Breton. Elle quitte la ville en se dirigent vers le nord et en empruntant Victoria Street, puis elle suit la côte de l'océan Atlantique sur le reste de son parcours.
Elle traverse la ville de New Waterford, puis elle rejoint Scotchtown et Dominion. Elle atteint finalement Glace Bay, ville qu'elle traverse en étant la rue principale. Elle se termine sur un cul-de-sac, à l'extrémité est de Main Street.

## Intersections majeures
| Comté      | Ville     | km    | Destinations                                                                           | Notes                                                             |
| ---------- | --------- | ----- | -------------------------------------------------------------------------------------- | ----------------------------------------------------------------- |
| Cap-Breton | Sydney    | 0,00  | Route 4 (Prince Street)                                                                |                                                                   |
| Cap-Breton | Glace Bay | 35,60 | Route 4 ouest – Sydney Commercial Street (Route 28 est) / Main Street (Route 28 ouest) | Terminus est de la Route 4; terminus ouest des rues à sens unique |
| Cap-Breton | Glace Bay | 35,90 | Commercial Street (Route 28 est) / Duncan Street (Route 28 ouest)                      | Terminus est des rues à sens unique                               |
| Cap-Breton | Glace Bay | 36,10 | Route 255 sud (Brookside Street)                                                       | Terminus nord de la Route 255                                     |
| Cap-Breton | Glace Bay | 37,90 | Cul-de-sac sur South Street                                                            |                                                                   |
|            |           |       |                                                                                        |                                                                   |